# Max Aub
Pour les articles homonymes, voir Aub.
Max Aub Mohrenwitz, dit Max Aub, né le 2 juin 1903 à Paris et mort le 22 juillet 1972 à Mexico, est un auteur dramatique, romancier, essayiste et critique littéraire qui a eu quatre nationalités au cours de sa vie : Français, Allemand, Espagnol, Mexicain.

## Biographie

### Naissance, jeunesse et famille

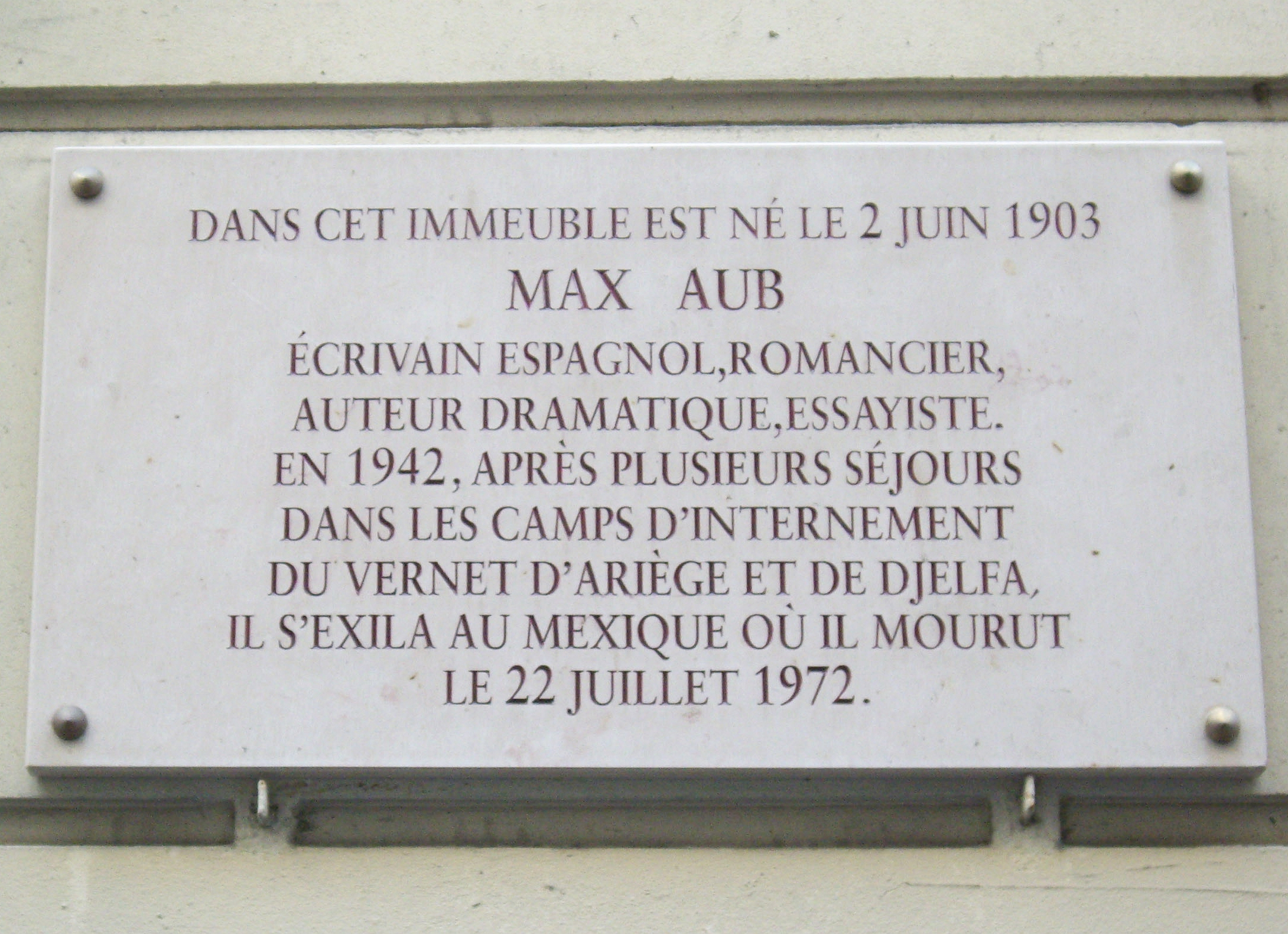
Plaque commémorative au 3 cité de Trévise à Paris, où naquit Max Aub en 1903.

Max Aub naît le 2 juin 1903 3 cité de Trévise, dans le 9e arrondissement de Paris.
Son père, Frédéric ou Guillermo Aub, est représentant de commerce dans une famille de juristes allemands. Il s'est installé à Paris où il a épousé Suzanne Mohrenwitz, issue de la haute bourgeoisie française mais d'origine allemande. Les deux époux ont deux enfants, Max et sa sœur Madeleine, qu'ils élèvent de façon laïque ; ceux-ci ignorent leur ascendance juive.

### Première guerre mondiale
À l'été 1914, alors que les oncles des enfants sont mobilisés en France et en Allemagne, ils rejoignent leur père, installé à Valence en Espagne pour le travail.
Max Aub devient à son tour représentant de commerce, et parcourt l'Espagne. Il épouse Perpetua Barjau Martín en 1926, le couple aura trois filles.
En 1925, à Madrid, Jules Romains lui fait faire ses premiers pas en littérature. Il est membre du Parti socialiste ouvrier espagnol et dirige Vérité, le journal socialiste de Valence.

### Guerre civile espagnole

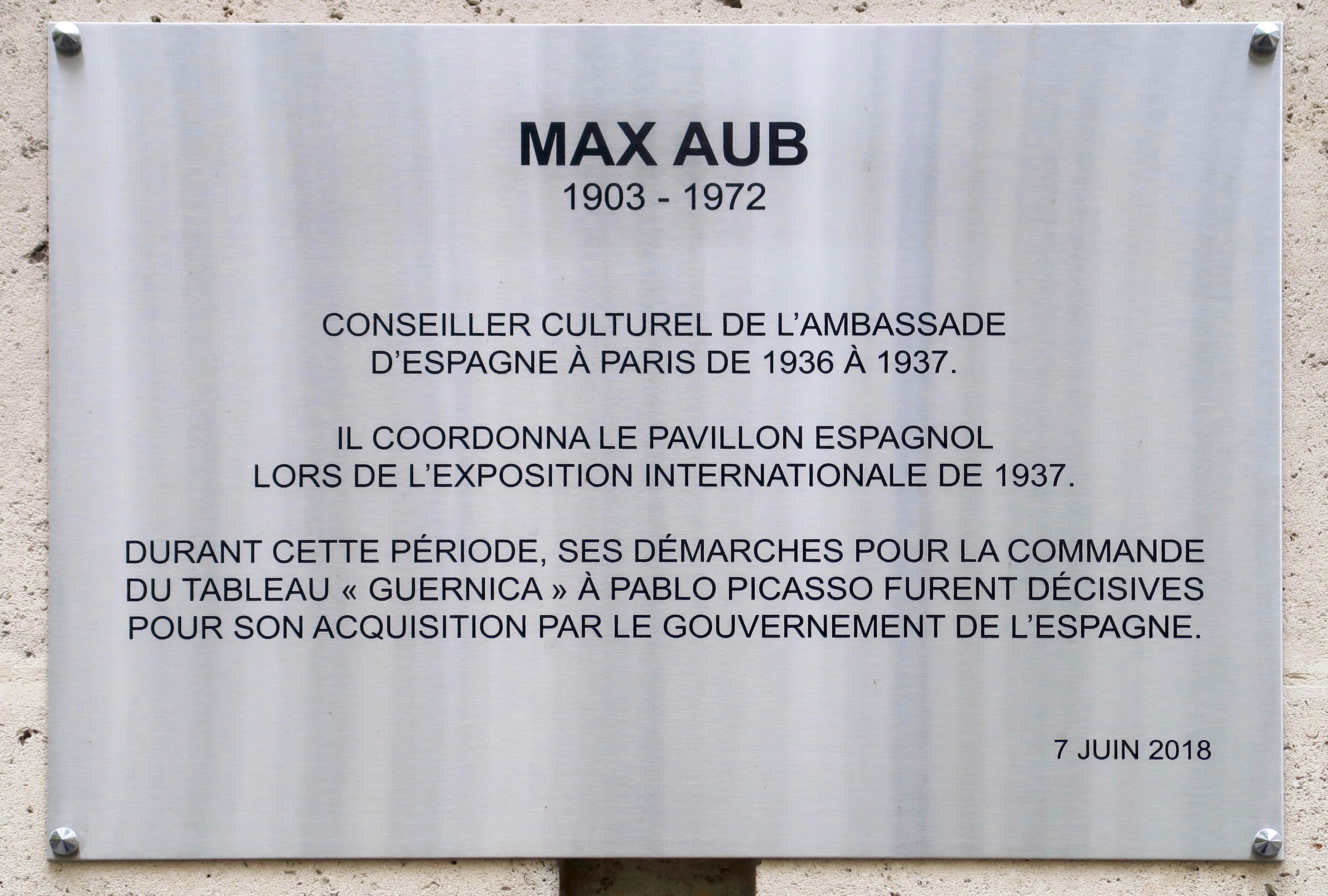
Plaque sur la façade de l'ambassade d'Espagne en France, où est évoqué son rôle pour l'acquisition de Guernica.

Lors du soulèvement nationaliste des 17 et 18 juillet 1936, Max Aub se rallie aux Républicains et fait partie de la délégation espagnole républicaine à Paris. Il entre en contact avec Pablo Picasso et lui commande un tableau pour le compte du gouvernement républicain. Ce sera Guernica. Une plaque commémorative sur la façade de l'actuelle ambassade d'Espagne en France rappelle cet épisode, de même que le rôle de Max Aub dans la coordination du pavillon espagnol lors de l'Exposition universelle de 1937. Il retourne en Espagne en 1937.
Avec Ramón J. Sender, il est l'un des meilleurs chroniqueurs de la Guerre civile espagnole.
Même s'il n'est crédité que pour le découpage, Max Aub participe à l'écriture et à la réalisation du film d'André Malraux Espoir, sierra de Teruel (1940) ; Aub reconnaît quand même que Malraux en est l'auteur. L'équipe fuit l'Espagne quand les Franquistes envahissent la Catalogne ; le montage du film se termine en France dans les studios de Joinville.

### Seconde Guerre mondiale
De retour à Paris, Max Aub commence à écrire Le labyrinthe magique, évoquant sa déportation dans le camp de concentration de Los Almendros. En avril 1940, considéré comme un « dangereux activiste », il est incarcéré par les autorités françaises, puis libéré grâce à ses amis écrivains. Max Aub est interné sur ordre de l'administration du gouvernement de Vichy, d'abord au camp de concentration du Vernet, puis, en Algérie, à Djelfa. Max Aub a mis en vers pour le théâtre un récit de son internement.
En mai 1942, il embarque à Casablanca puis s'enfuit pour le Mexique. Sa famille ne le rejoindra qu'après-guerre.
En 1944 paraît Manuscrit corbeau, qui place un corbeau nommé Jacobo dans la position du zoologiste qui examine « l'étrange façon de vivre des hommes » au sein du camp du Vernet, où l'on croise loups, renards ou chiens de garde. Inspiré par son passage dans les camps, cette satire peut évoquer Swift, La Fontaine ou Voltaire.

### Après-guerre
Max Aub rencontre Luis Buñuel, avec qui il collaborera pour l'écriture de son film Los Olvidados (1950).
En 1951, Aub écrit au président Vincent Auriol, pour lui demander un visa lui permettant de rentrer en France Il n'obtiendra un permis de séjour qu'en 1958, grâce au soutien de Malraux.
En 1956 paraît Crimes exemplaires, un recueil de 130 aveux de meurtres fictifs qui doit au surréalisme, décrit comme un « chef-d’œuvre d’humour noir, ».
En 1958, il écrit la biographie de Jusep Torres Campalans, un canular décrivant un peintre cubiste imaginaire.
Il fonde en 1965 le périodique littéraire Los sesenta, qui compte parmi ses rédacteurs les poètes Jorge Guillén et Rafael Alberti. La même année, il est membre du jury au festival de Cannes.
En 1969, il retourne en Espagne.
Il meurt à Mexico d'une crise cardiaque le 22 juillet 1972 et sa femme meurt en 1991[réf. nécessaire].

## Œuvres

### Généralités
Max Aub a principalement écrit en espagnol, lui-même se qualifiant d'« écrivain espagnol », langue qu'il a apprise dans les livres, et dans l'entre-deux guerres, lors de ses nombreux et longs voyages en Espagne en tant que représentant de commerce. En 1934, il débute l'écriture de Io Vivo. Ce n'est qu'en 1953, qu'il décide de publier ce texte. Il parait pour la première fois en Espagne, en 1966 dans une collection de poésie.
Il a écrit en français une partie de sa correspondance, ainsi que quelques conférences.
Bien qu'écrivain espagnol, Aub a cherché toute sa vie à garder le contact avec la France, soit par l'obtention de visa (1958), soit en veillant à être publié et traduit en France. Ces démarches s'avèrent compliquées, et ses livres se vendent peu en France : 921 exemplaires en trente ans pour Jusep Torres Campalans (Gallimard) ; 1158 exemplaires entre 1965 et 1971 pour Campo francés (Ruedo Ibérico).
L'œuvre de Max Aub peut se caractériser par une certaine liberté prise avec la réalité, comme l'illustre son canular Jusep Torres Campalans, une supercherie décrivant la biographie d'un peintre fictif, qui a convaincu un certain nombre de spécialistes. De la même façon, Crimes exemplaires se présente comme un recueil de confessions de meurtriers authentiques, bien qu'il soit évident qu'il s'agit d'inventions de l'écrivain. Cette liberté prise avec la réalité peut également prendre la forme « de la distorsion fantastique et du vertige du conditionnel », comme c'est le cas dans le recueil Sauf votre respect.
Son œuvre est emprunte d'humour noir ou grinçant, notamment dans Crimes exemplaires ou Manuscrit Corbeau.
Plusieurs de ses ouvrages sont marqués par son expérience des camps de concentration, notamment Manuscrit corbeau, Campo francés et Morir por cerrar los ojos.

### Max Aub et la ville de Valence
Valence est une ville clé dans la biographie et l’œuvre de Max Aub. Il y arrive en 1914, à l'âge de 11 ans, et y fait ses études secondaires. C'est à Valence qu'il devient écrivain et militant. Jusqu'à son départ en exil. la ville a une forte présence dans les fictions qu'il a écrites, car elle est le décor d'une partie importante de son Laberinto mágico (« Labyrinthe magique », 1943-1968) et revient encore et encore dans des textes pleins de nostalgie. Max Aub interrompt son exil en 1969. Comme le souligne Manuel Aznar Soler (es), lorsque Aub est arrivé à l'aéroport d'El Prat de Barcelone, après 30 ans d'exil, « il a réussi à résumer publiquement son attitude avec ces mots lapidaires clairs et sans équivoque : je suis venu, mais je ne suis pas rentré » («He venido, però no he vuelto»),.
Au cours de ce séjour, Aub recueille suffisamment d'informations et de matériel pour publier, reparti au Mexique, La gallina ciega (« La Poule aveugle », 1971), un volume d'impressions et de réflexions surgies de cette visite.
Tout au long de la lecture, on observe la juxtaposition de deux villes : celle qu'il quitte en 1939, qui est pour Aub l'idéale, l'authentique, et celle qu'il découvre trente ans plus tard. Chez Aub, on trouve des opérations de confusion des temps et des espaces, et il remplace ce qu'il voit dans le présent par ses souvenirs du passé. Il mélange des espaces séparés par un certain temps, les trente années d’absence. C'est pourquoi il éprouva de grandes difficultés à reconnaître la « réalité », c'est-à-dire à distinguer entre ce dont il se souvient et ce qu'il voit réellement : «Ya nada se parece a nada. [...] Todo tiene evidentemente cincuenta años más, medio siglo, como yo. Yo no; lo veo con los ojos de entonces» (« Plus rien ne ressemble à rien. » [...] Todo a visiblement cinquante ans de plus, un demi-siècle, comme moi. Pas moi ; je le vois avec les yeux d'alors. »). Dans une conversation imaginaire avec Blasco Ibáñez, Aub contemple avec une certaine mélancolie une ville défigurée qui ne ressemble en rien à celle qu'il a laissée derrière lui, :
« Ya no conocería Valencia. Ahora es otra cosa. No sé si mejor o peor, però muy distinta. Ya no hay plaza Castelar [....] ¡Ay, don Visent, quien conociera la Valencia de usted, la de la calle de San Vicente de afuera donde yo vivía! No es que me parezca mal que hayan tirado todo. Está bién. Pero, ¡cojones! Ya está bien. Tanto no hacer nada y tanta misa y tanto cura y tanta democracia cristiana. ¡Y tanto Plan Sur! [...] Como si nada hubiera pasado de 1928 a 1968. »
« Je ne connaîtrais plus Valence. Maintenant c'est autre chose. Je ne sais si c'est mieux ou pire, mais c'est très différent. Il n'y a plus de Place Castelar [....] Ah, Don Visent, qui avez connu votre Valence, la rue de San Vicente en dehors d'où j'habitais ! Ce n’est pas qu'il me semble mal qu’ils aient tout jeté. C'est bon. Mais, bordel ! Ça suffit. Tellement de ne rien faire et tellement de masse et tant de curé et tant de démocratie chrétienne. Et tellement de Plan Sur ! [...] Comme si rien ne s'était passé de 1928 à 1968. »
Il éprouve une grande angoisse de ne rien reconnaître à Valence, « à part la Gran Vía ». Cette difficulté à identifier et à reconnaître ce qu’il voit lors du voyage de retour est amplifiée en lui-même. Lorsqu'il se présente au recteur de l'université de Valence, il écrit,: «No sé qué decir. No sé cómo presentarme. No sé quién soy ni quién fui» (« Je ne sais que dire. Je ne sais pas comment me présenter. Je ne sais pas qui je suis ni qui j'ai été ».
La fusion des deux villes apparaît constamment dans l'imagination de l'auteur, comme deux espaces superposés qui produisent de l'inquiétude et un certain pessimisme, : 
« A veces todo ha variado tanto que hasta el trazado de las calles es distinto y cruzo por donde antes había paredes. No son sino tres décadas: ¿qué será dentro de un siglo? Ya nadie se acordará de lo que vi. Todo canvia más de prisa que el hombre. »
« Parfois, tout a tellement changé que même le tracé des rues est différent et je traverse là où il y avait des murs avant. Cela ne fait que trois décennies : qu'en sera-t-il dans un siècle ? Personne ne se souviendra plus de ce que j'ai vu. Tout change plus vite que l'homme. »
Valence constitue une partie de la carte fondamentale de sa géographie vitale et littéraire. Outre les retrouvailles avec la terre, la famille et les vieilles amitiés, la raison la plus importante de ce voyage est le besoin qu'Aub ressentait de constater lui-même qu'il ne pouvait revenir, :
« Todavía puedo hacer los recorridos de mi adolescencia. A veces lo que veo no se parece a lo que vi - no por mi- sino porque las cosas han cambiado; las casas, los jardines, las calles. No las reconocen ni las suelas de mis zapatos. [...] A veces todo ha variado tanto que hasta el trazado de las calles es distinto y cruzo por donde antes había paredes. No son sino tres décadas: ¿qué será dentro de un siglo? [...] Yo dirigí ahí, en ese teatro, que ya no existe, el Teatro Universitario. Mas vuelve en ti: ya no existe. Ahora lo convirtieron en una tienda de tejidos. »
« Je peux encore faire les parcours de mon adolescence. Parfois, ce que je vois ne ressemble pas à ce que j'ai vu — non pas à cause de moi — mais parce que les choses ont changé : les maisons, les jardins, les rues. Même les semelles de mes chaussures ne les reconnaissent pas. [...] Parfois, tout a tellement changé que même le tracé des rues est différent et je traverse là où avant il y avait des murs. Il y a seulement trois décennies : qu'en sera-t-il dans un siècle ? [...] J'ai dirigé ce théâtre qui n'existe plus, le Théâtre universitaire. Mais il revient en toi : il n'existe plus. Maintenant, on en a fait un magasin de tissus. »
Comme tout ce voyage en 1969, les retrouvailles avec Valence sont teintées de désenchantement, d’amertume, de désillusion et d’une certaine mélancolie. Le facteur temps a un effet. Une manœuvre similaire de déracinement se produit, de vie dans la liminarité. Son texte est plein d’avertissements et de critiques à l’encontre des Valenciens du présent. Il attaquait les changements dans les coutumes et les scénarios de vie. Il s'étonne qu'il n'y ait pas de tavernes, que les gens ne lisent pas et ne s'intéressent qu'aux blagues et au football. Ou que les snack-bars (les anciens cafés) sont désormais envahis par des « meutes de femmes ». Des sentiments contradictoires apparaissent dans les pages sur les retrouvailles avec de vieux amis de Valence : José Fernando Dicenta (es), Juan Gil-Albert ou Ángel Lacalle. C'est pourquoi il s'exclame : «Ésta que fue mi ciudad ya no lo es, fue otra» et peut déclarer à la presse avec douleur : «He venido, pero no he vuelto,» (« Je suis venu, mais je ne suis pas rentré »).
L'exilé de retour se retrouve dans une situation d'isolement, car il maintient une fidélité aux croyances de l'époque précédente, avant de quitter le pays, et qu’il perçoit l’immense différence entre avant et maintenant. En même temps, les descriptions de mœurs qu’il fait sont informées par cette perspective comparative qu’adoptent les voyageurs. Ce qui dans d'autres voyages n'est qu'une comparaison entre des modes de vie contemporains dans le temps, est ici une comparaison entre des modes de vie dans un même lieu, mais séparés par le temps. C'est comme un voyage temporaire, à travers un espace immobile. Dans un espace qui est une Valence où domine l'oubli imposé par la dictature franquiste, ce qui lui fait vivre avec plus d'intensité la tragédie du déracinement, :
« Volvemos andando; cada bocacalle, un recuerdo, cada tienda, un conocido que, como es natural, no me reconoce ni yo a ellos, incógnito forzoso. La librería de Plácido Cervera, otra vez. [...] A nadie le interesan aquí los libros: las librerías desiertas. Pequeña diferencia con Barcelona donde se ve a alguna gente hojeando. Aquí, nadie lee en los tranvías o en los autobuses o en las terrazas de los snack - bars o ex cafés. »
« Nous rentrons à pied ; chaque bouchée, un souvenir, chaque magasin, une connaissance qui, comme c'est naturel, ne me reconnaît pas et que moi non plus je ne reconnais pas eux, incognito forcé. La librairie de Plácido Cervera, encore une fois. [...] Ici, personne ne s'intéresse aux livres : les librairies désertes. Petite différence avec Barcelone où l'on voit quelques gens feuilleter. Ici, personne ne lit dans les tramways ou les autobus ou sur les terrasses des snack-bars ou anciens cafés. »
Le retour au pays permet à Aub de confirmer l'amère frustration collective d'un projet culturel et politique : celui de l'Espagne antifasciste du Front populaire républicain et ses trente années d'exil avaient enterré dans l'oubli l'œuvre d'un des intellectuels les plus actifs de la Valence républicaine : «Estoy en Valencia, en una librería de Valencia; nadie sabe quién soy» (« Je suis à Valence, dans une librairie de Valence ; personne ne sait qui je suis »). Cette ignorance est dévastatrice pour lui, :
« ¿Sobre qué lloras? ¿Sobre los mineros de Asturias? ¿Sobre los obreros de Sabadell o de los alrededores de Madrid? ¿Sobre los campesinos andaluces? No me hagas reír. Lloras sobre ti mismo. Sobre tu propio entierro, sobre la ignorancia en que están todos de tu obra mostrenca, que no tiene casa ni hogar ni señor ni amo conocido, ignorante y torpe. »
« Sur quoi pleures-tu ? Sur les mineurs des Asturies ? Sur les travailleurs de Sabadell ou des environs de Madrid ? Sur les paysans andalous ? Ne me fais pas rire. Tu pleures sur toi-même. Sur ton propre enterrement, sur l'ignorance dans laquelle tous sont de ton œuvre déracinée, qui n'a pas de foyer ni seigneur ni maître connu, ignorante et maladroite. »
La fin du livre d'Aub est intensément pessimiste, car il réalise que l'exilé ne peut pas revenir : «Regresé y me voy. En ningún momento tuve la sensación de formar parte de este nuevo país que ha usurpado su lugar al que estuvo aquí antes,» (« Je suis revenu et je m'en vais. À aucun moment je n'ai eu le sentiment de faire partie de ce nouveau pays qui a usurpé la place à celui qui fut ici avant »).

### Romans
- Luis Álvarez Petreña, 1934 ; 1965 ; 1971
- El laberinto mágico. Comprend : Campo cerrado, 1943 ; Campo de sangre, 1945 ; Campo abierto, 1951 ; Campo del Moro, 1963 ; Campo francés, 1965 ; Campo de los almendros, 1967 (trad. de l'espagnol par Claude de Freyssinet) paru chez Les Fondeurs de Briques, 2011.
- Les bonnes intentions (Las buenas intenciones), 1954
- Jusep Torres Campalans, 1958
- La calle de Valverde, 1961
- Juego de Cartas, 1964

### Nouvelles et récits
- Max Aub (trad. de l'espagnol par Guillaume Contré), Manuscrit corbeau [« Manuscrito cuervo »], Genève, Héros-Limite, 2019 (1re éd. 1944[11]), 128 p. (ISBN 978-2-88955-020-3).
- No son cuentos, 1944
- Ciertos cuentos, cuentos ciertos, 1955
- Crimes exemplaires (Crímenes ejemplares), 1957. Pandora, 1981. Phébus, 1997. Réédition Phébus Libretto, 2001
- Cuentos mexicanos, 1959
- La Véritable Histoire de la mort de Francisco Franco (La verdadera historia de la muerte de Francisco Franco y otros cuentos), 1960
- Le Zopilote et autres contes mexicains (El zopilote y otros cuentos mexicanos), 1964 (trad. de l'espagnol par Virginie Girard) Les Fondeurs de Brique, 2007.
- Historias de mala muerte, 1965
- Max Aub (trad. de l'espagnol par Paul Dupuis), Sauf votre respect, Éditions Complexe, coll. « L'heure furtive », 2000 (1re éd. 1975), 141 p. (ISBN 978-2870278024).
- Je vis (Yo vivo), Préface d'Esther Lázaro Sanz, traduction de l'espagnol par Isabelle Taillandier, Editions de La Reine Blanche, 2023, 78 p.,  (ISBN 978-2491528331)

### Poésie
- Impossible Sinaï, (fr) Introduction et traduction de l'espagnol par Bernard Sicot, Ed. Mare Nostrum,Perpignan,2012, 96 p.,  (ISBN 9782363910097)

### Théâtre
- (es) Narciso, Barcelone, Imprenta Altés (1re éd. 1928)
- (es) Teatro incompleto, Barcelone, Imprenta Omega (1re éd. 1931[33])
- (es) Espejo de avaricia : Caracter, en tres actos y siete cuadros, Cruz y Raya (1re éd. 1935), 147 p.
- Trois monologues mais un seul de vrai [« Tres monólogos y uno solo verdadero »] (trad. de l'espagnol par Anne Gimbert), Portaparole, coll. « I venticinque », 2017 (1re éd. 1956).

## Filmographie

### En tant que scénariste
Max Aub a participé à l'écriture de près d'une trentaine de films, entre 1940 et sa mort en 1972.
- 1940 : Espoir, sierra de Teruel d'André Malraux et Boris Peskine (dialogues espagnols d'après le roman d'André Malraux, Max Aub participe également à l'écriture et à la réalisation[3])
- 1943 : Une aube différente de Julio Bracho (adaptation de sa pièce)
- 1943 : El globo de Cantolla de Gilberto Martínez Solares (coscénariste)
- 1944 : La monja alférez d'Emilio Gómez Muriel (coscénariste)
- 1944 : Amok d'Antonio Momplet (coscénariste)
- 1945 : Marina de Jaime Salvador (coscénariste)
- 1945 : Soltera y con gemelos de Jaime Salvador (coscénariste)
- 1946 : Sinfonía de una vida de Celestino Gorostiza (coscénariste)
- 1948 : Barrio de pasiones d'Adolfo Fernández Bustamante (coscénariste, d'après Dostoïevski)
- 1948 : Ave de paso de Celestino Gorostiza (coscénariste)
- 1949 : Contra la ley de Dios d'Adolfo Fernández Bustamante (coscénariste)
- 1949 : Otoño y primavera d'Adolfo Fernández Bustamante (coscénariste)
- 1949 : La rebelión de los fantasmas d'Adolfo Fernández Bustamante (coscénariste)
- 1949 : Hijos de la mala vida d'Adolfo Fernández Bustamante (coscénariste)
- 1949 : Al caer la tarde de Rafael E. Portas (coscénariste)
- 1949 : El charro y la dama de Fernando Cortés (synopsis, d'après Shakespeare)
- 1950 : Mariachis d'Adolfo Fernández Bustamante (coscénariste)
- 1950 : Esposa o amante d'Adolfo Fernández Bustamante (coscénariste)
- 1950 : Los Olvidados de Luis Buñuel (dialogues, non crédité)
- 1950 : Para que la cuna apriete de Rafael E. Portas (coscénariste)
- 1950 : Pata de palo de Emilio Gómez Muriel (synopsis)
- 1950 : Entre tu amor y el cielo de Emilio Gómez Muriel (coscénariste)
- 1951 : Historia de un corazón de Julio Bracho (coscénariste)
- 1951 : Le bagne des filles perdues de Miguel M. Delgado (adaptation)
- 1953 : La segunda mujer de José Díaz Morales (synopsis et adaptation)
- 1954 : Ley fuga d'Emilio Gómez Muriel (synopsis)
- 1954 : La desconocida de Chano Urueta (synopsis)
- 1972 : Triangulo (es) d'Alejandro Galindo (coscénariste)

### Adaptations
- 1978 : Soldados d'Alfonso Ungría (es), d'après Les bonnes intentions
- 1997 : Menos Nove de Rita Nunes, d'après Crimes exemplaires
- 2002 : Vierge de la luxure d'Arturo Ripstein, d'après La Véritable Histoire de la mort de Francisco Franco

## Honneur
L'astéroïde (72827) Maxaub est nommé en son honneur.